# Boris Böhmann
Boris Böhmann (* 19. Juli 1964 in Worms) ist ein deutscher Kirchenmusiker. Von 2003 bis 2024 war er Domkapellmeister am Freiburger Münster.

## Leben und Wirken
Böhmann studierte katholische Theologie an der Johannes-Gutenberg-Universität Mainz. Es folgte von 1988 bis 1993 das Studium an der Hochschule für Musik Detmold (Kirchenmusik und Dirigieren). Durch seine Initiative wurde 1990 das Vocalensemble an St. Martin Worms gegründet, dessen musikalischer Leiter er bis 2004 war.
Nach dem künstlerischen A-Examen im Jahr 1993 wurde er zum Chordirektor an die Marienbasilika des Wallfahrtsortes Kevelaer berufen. Dort leitete er die Ensembles der Basilikamusik mit über 250 Mitwirkenden (Kinderchöre, Jugendschola, Chor, Orchester, Choralschola und Bläser).
Von 2000 bis 2001 war Böhmann Vorsitzender im Verband der Kirchenmusiker im Bistum Münster. Seit 1996 ist er Mitglied im Nationalkomitee des deutschen Chorverbandes Pueri Cantores und dort seit 1999 auch Präsidiumsmitglied.
2003 wurde er als Domkapellmeister und Leiter der Domsingschule im Palais in der Nachfolge von Raimund Hug an das Freiburger Münster berufen, wo er die Freiburger Domsingknaben, den Domchor, die Domkapelle und die Choralschola leitete. Zahlreiche Konzerte führten ihn durchs In- und Ausland. Mit den Freiburger Domsingknaben unternahm er mehrwöchige Konzerttourneen durch Australien (2006), Japan (2010, 2018) und Südamerika (2014). Wegen  Differenzen beendete die Leitung des Bistums die Zusammenarbeit mit Böhmann zum Ende des Monats Februar 2025.
Seit März 2025 ist Böhmann künstlerischer Leiter der Chorakademie Freiburg.
Fernseh-, Rundfunk- und CD-Produktionen als Chordirigent und Organist dokumentieren sein musikalisches Wirken.
Seit 2006 hat Böhmann einen Lehrauftrag für Kinderchorleitung an der Hochschule für Musik Freiburg inne. 2018 wurde ihm von der Theologischen Fakultät der Albert-Ludwigs-Universität die Honorarprofessur verliehen.

## Kontroverse um Kündigung
Im Juli 2024 wurde Böhmann vom Freiburger Domfabrikfonds, sieben Jahre vor dem regulären Ruhestand, zum 28. Februar 2025 gekündigt. Eine öffentliche Begründung blieb aus, da der Dienstherr auf Persönlichkeits- und Datenschutz verwies. Medienberichten zufolge sollen langjährige Konflikte und Differenzen mit seiner Stellvertreterin eine Ursache für die Kündigung sein. Die Entscheidung führte zu Protesten in den Chören des Freiburger Münsters. Während der von Erzbischof Stephan Burger zelebrierten Christmette 2024 kam es nach einem Auftritt der Domsingknaben zu fünfminütigem demonstrativem Applaus als Solidaritätsbekundung für Böhmann. Dieser wurde daraufhin am 30. Dezember 2024 mit sofortiger Wirkung freigestellt. Infolgedessen trat im Januar 2025 der Vorstand des Domchors zurück, zahlreiche Sänger stellten ihre Mitarbeit ein.
Im Februar 2025 gründeten ehemalige Sänger der Chöre die Chorakademie Freiburg, zu deren künstlerischem Leiter Böhmann im März ernannt wurde. Stand März 2025 sind mehr als 130 Sänger Teil der Chorgemeinschaft.
Am 11. April 2025 gaben das Erzbistum und Böhmann bekannt, sich außergerichtlich und in bestem „Einvernehmen auf eine Beendigung ihres Arbeitsverhältnisses geeinigt“ zu haben, wobei ein „umfassendes Stillschweigen über den Inhalt der Absprachen vereinbart worden“ sei.